# 美因塔
美茵塔（德語：Main Tower）是位於德國城市法蘭克福的一座摩天大樓，名稱來自於美茵河。算上天線在內，美茵塔高240米，是德國和法蘭克福的第四高建築。美茵塔修建於1996年至1999年期間。美茵塔內一座電梯的秒速達7米，是德國最快的電梯。

## 外部連結
- The official website in English （页面存档备份，存于）